# ロング・ロード・アウト・オブ・エデン
『ロング・ロード・アウト・オブ・エデン』(Long Road Out of Eden)は、アメリカ合衆国のロックバンドであるイーグルスのアルバム。1979年9月に発表された『ロング・ラン』以来、28年振りのオリジナル・アルバムとなったが、全米・全英で初登場1位に輝いた。また、イギリスではこれまでのアルバム・シングル含め全ての作品の中で首位獲得経験がなかったが、この作品で初の1位に輝いている。

## 収録曲

### DISC 1
1. 失われた森を求めて - No More Walks In The Wood
2. ハウ・ロング - How Long
3. 享楽の日々 - Busy Being Fabulous
4. 戻れない二人 - What Do I Do With My Heart
5. ギルティ・オブ・ザ・クライム - Guilty Of The Crime
6. もう聞きたくない - I Don't Want To Hear Any More
7. 夏の約束 - Waiting In The Weeds
8. 明日はきっと晴れるから - No More Cloudy Days
9. とらわれの人生 - Fast Company
10. 明日にむかって - Do Something
11. 陽だまりの中へ - You Are Not Alone

### DISC 2
1. エデンからの道、遥か - Long Road Out Of Eden
2. 平和への祈り - I Dreamed There Was No War
3. サムバディ - Somebody
4. 歴史は繰り返す - Frail Grasp On The Big Picture
5. 栄光の時 - Last Good Time In Town
6. 追憶のダンス - I Love To Watch A Woman Dance
7. 退屈な日常 - Business As Usual
8. 宇宙の中心で愛を叫ぶ - Center Of The Universe
9. 夢のあとさき - It's Your World Now
10. ホール・イン・ザ・ワールド （リマスター） - Hole In The World
  - デラックス・エディションおよび日本盤のボーナストラック。
11. ふたりだけのクリスマス （リマスター） - Please Come Home For Christmas
  - デラックス・エディションのボーナストラック、通常版には収録されていない。